# دورو آنا
دورو آنا (رومانیایی: Doru Ana؛ زادهٔ ۲۸ فوریهٔ ۱۹۵۴ - ۱۱ اکتبر ۲۰۲۲) بازیگر اهل رومانی بود. وی از سال ۱۹۸۰ تا کنون در بیش از ۴۰ فیلم بازی کرده‌بود.
از فیلم‌هایی که وی در آن نقش داشته‌است، می‌توان به مرگ آقای لازارسکو، عروسی بی سروصدا و ایستگاه بعدی بهشت اشاره کرد.